# Động đất kép Mindanao 2010
Động đất kép Mindanao 2010 là trận động đất kép xảy ra vào ngày 24 tháng 7 năm 2010 tại đảo Mindanao, Philippines. Trận động đất kép có tâm chấn độ sâu lần lượt từ 565 đến 618 km. Không có báo cáo thiệt hại nào xảy ra.